# Dijalekti švedskoga jezika
Dijalekti švedskoga razni su govorni oblici koji su se razvili iz istočnonordijskoga jezika na području današnje Švedske i Finske (tzv. genuina dialekter, »pravi dijalekti«), kao i suvremenije mjesne varijante standardnoga švedskog jezika nastale pod utjecajem dijalekata. Pravi dijalekti također se nazivaju narodnim govorima (folkmål), seoskim govorima (bygdemål) ili općinskim govorima (sockenmål). Jezikoslovci u Švedskoj podijelili su ih na četiri razine:
- pravi dijalekt
- oslabljeni dijalekt (utjämnad dialekt)
- regionalni standardni govori
- neutralni standardni govor.

Ipak, regionalne se standardne govore kolokvijalno također naziva dijalektima. Čak i na područjima koja su prethodno pripadala Norveškoj ili Danskoj govore se varijante jezika koje se danas nazivaju švedskim dijalektima. Na povijesno danskim područjima (Skåne, Blekinge i Halland) može se govoriti i o istočnodanskim dijalektima, s izuzetkom sjeverne polovice Hallanda, u kojemu se govori götalandskim. Gutnijski, kojim se govori na Gotlandu, jedan je od dijalekata koji se nisu razvili iz starošvedskog, ali se ubraja u švedske dijalekte zbog toga što je otok dio Švedske. Dijalekti na zapadu i sjeveru Švedske često imaju i neka obilježja zapadnoskandinavskih jezika.
Mnogi dijalekti kojima se govori u mjestima poput Klövsjöa u Jämtlandu, Orsi u Dalarni, Burträsku u Västerbottenu ili Närpesu u Österbottenu imaju distinktivna fonetska i gramatička obilježja, poput ostataka starog padežnog sustava. Ti su dijalekti slabo razumljivi većini govornika švedskoga, a njihovi govornici pak moraju učiti švedski kao strani jezik. Neki od dijalekata ograničeni su na vrlo mala područja, poput zasebnih općina. Ti izvorni dijalekti danas su slabije zastupljeni zbog povijesno antidijalekatske politike i stavova, osobito u švedskim školama tijekom 19. i 20. stoljeća.
Unatoč tomu što je Švedska pristupom u Europsku uniju potpisala Europsku povelju o regionalnim ili manjinskim jezicima, niti jedan dijalekt nema službeni status. Älvdalski je ipak 2015. dobio status zasebnog jezika u popisu SIL Internationala i Ethnologuea pod kodom »ovd«.

## Podjela
Dijalekte se tradicionalno dijeli u šest većih dijalekatskih područja prema zajedničkim gramatičkim, fonološkim i leksičkim obilježjima. Granice između tih područja, međutim, nisu stroge, a podjela uglavnom ima pedagošku funkciju.
- Norrlandski dijalekti: sjever Hälsinglanda, Medelpad, Jämtland, Ångermanland, Västerbotten, Norrbotten i Lappland.[4]
- Svealandski dijalekti: Stockholm, Uppland, Gästrikland, južni Hälsingland, istočni Västmanland te sjeverno i istočni Södermanland.[4]
- Gotlandski dijalekti: Gotland, Fårö.[4]
- Istočnošvedski dijalekti: švedska govorna područja u Finskoj i Estoniji.[4]
- Götalandski dijalekti: Västergötland, Dalsland, sjeverni Småland, sjeverni Halland i jugozapadni Östergötland. U njih se ubrajaju i Värmlandski dijalekti, no kao zaseban oblik.[4]
- Južnošvedski dijalekti: Skåne i Blekinge te južni dijelovi Hallanda i Smålanda.[4]
- ostali, većinom granični govori u koje spadaju härjedalski, koji se tipično smatra bližim norveškome, te bohuslänski, koji se katkad svrstava u götalandske dijalekte. Čak se i jämtlandski može smatrati dijalektom norveškoga.